# مايكل ماردر
مايكل ماردر هو أستاذ وباحث إيكرباسك للفلسفة بجامعة إقليم الباسك ، فيتوريا جاستيز. يعمل في التقليد الفينومينولوجي للفلسفة القارية والفكر البيئي والفلسفة السياسية.

## التعليم
درس ماردر في جامعات في كندا والولايات المتحدة وحصل على درجة الدكتوراه في الفلسفة من المدرسة الجديدة للبحوث الاجتماعية في مدينة نيويورك. أجرى ماردر أبحاثًا لما بعد الدكتوراه في قسم الفلسفة في جامعة تورنتو ، ودرّس في جامعة جورج تاون وجامعة جورج واشنطن وكلية سانت توماس مور في جامعة ساسكاتشوان.

## الحياة المهنية
أجرى ماردر بحثًا في علم الظواهر بصفته استاذً في في جامعة لشبونة بالبرتغال ، وشغل منصب أستاذ مساعد في قسم الفلسفة في جامعة دوكين في بيتسبرغ. قبل قبوله أستاذً إيكرباسك للأبحاث بجامعة إقليم الباسك.
ماردر مساعد تحريري في جورنال تيلوس (نيويورك) ومحرر لأربع سلاسل كتب: سلسلة "النظرية السياسية والفلسفة المعاصرة" ، و "الدراسات النبات النقدية" ،و "الكمال في المستقبل". و "وقت القدوم في الفلسفة والسياسة والدراسات الثقافية "، و" الدراسات بالجريف في الفكر ما بعد الميتافيزيقي.
ركز في الكثير من أعماله الفلسفية على بناء الفلسفات التي تأخذ في الاعتبار النباتات ككائنات لها شكلها الذاتي الخاص ، والتي تضمنت إظهار كيف أن مجال الفلسفة ، وخاصة تقليد الفلسفة القارية ، قد أهمل النباتات أو عاملها على أنها "أخرى". "، وكيف كان المجال أكثر فقرًا بالنسبة لها. وجد دومينيك بيتمان أن كتاب ماردر "التفكير النباتي" هو عمل قدم مساهمة كبيرة في هذا المجال الناشئ ، ولكنه أيضًا في بعض الأحيان مبسط للغاية ، على سبيل المثال تحسين الطرق التي تتعايش بها النباتات مع الكائنات الأخرى دون مراعاة الطرق التي النباتات تهاجم وتدافع عن الكائنات الأخرى.